# Arty McGlynn
Arty McGlynn(1944, Omagh (County Tyrone) - 18 december 2019) was een van de bekendste gitaristen in de Ierse muziekwereld.
Ook zijn familie was muzikaal, zijn vader op accordeon en zijn moeder op de viool; McGlynn speelde reeds accordeon toen hij vijf jaar was. Op zijn elfde jaar begon hij gitaar te spelen. Achter in de jaren zestig trok hij al door Groot-Brittannië en de Verenigde Staten en speelde bij allerlei bands. In 1979 nam hij zijn eerste solo-album op; McGlynn's Fancy. Hij trad op met Christy Moore, Paul Brady,
Dónal Lunny en Liam O'Flynn. Hij werd lid van de bekendste bands van Ierland: Planxty, Patrick Street, De Dannan en de Van Morrisson Band. In 1989 ontstond het album Lead the Knave samen met zijn vrouw de violiste Nollaig Casey. Met haar kreeg hij 5 kinderen. Hij componeerde ook muziek voor televisie-documentaires en films.
Hij werd 75 jaar oud.

## Discografie
Items met * = Arty McGlyn betrokken bij productie.
- 2005 Irish Concertina Two - Noel Hill
- 2005 Bye a while -  Padraig Rynne
- 2004 The Music of What Happened -  Nollaig Casey
- 2004 Valley of the Heart - Sean Keane
- 2003 Maybe Tonight -  Four Men & A Dog
- 2002 Fourmilehouse - Alan & John Kelly
- 2001 To Shorten the Winter - Tommy Sands
- 2001 Girls Won't Leave the Boys Alone * - Cherish the Ladies
- 2001 Journey: The Best of Donal Lunny
- 2001 Yeh, That's All It Is - John Carty
- 2001 In Good Company - Kevin Crawford
- 2000 Mosaic -  Alan Kelly
- 2000 Ceol Cill Na Martra - Connie O'Connell
- 1999 Still Can't Say Goodbye * - Charlie Landsborough
- 1999 Os Amores Libres - Carlos Núñez
- 1999 Tears of Stone - The Chieftains
- 1998 Fire in the Kitchen - The Chieftains
- 1998 Waking Ned Devine - Shaun Davey
- 1998 Restless Spirit * - Tommy Fleming
- 1998 No Stranger * - Sean Keane
- 1998 The Piper's Call * - Liam O'Flynn
- 1998 Beginish
- 1997 Ireland - Frankie Gavin/Arty McGlynn
- 1997 Wandering Home - Maura O'Connell
- 1996 The Look on Your Face * - Frances Black
- 1996 The Box - Christy Hennessy
- 1996 Turn of Phrase * - Sean Keane
- 1995 The Mystery * - Brendan Quinn
- 1995 The Given Note - Liam O'Flynn
- 1995 Causeway * -  Nollaig Casey & Arty McGlynn
- 1995 Days Like This - Van Morrison
- 1995 The Long Black Veil - The Chieftains
- 1995 Spirits Colliding -  Paul Brady
- 1995 The Sky Road * - Frances Black
- 1994 Lord of Your Eyes - Christy Hennessy
- 1991 My Special Child - Sinead O'Connor
- 1994 Talk to Me * - Frances Black
- 1993 All in Good Time - Patrick Street
- 1993 Out to an Other Side - Liam O'Flynn
- 1993 A Year in the Life * - Christy Hennessy
- 1993 Happy Like This * - Mick Hanly
- 1993 Shifting Gravel * - Four Men & A Dog
- 1992 Blue is the Colour of Hope - Maura O'Connell
- 1992 Slide Rule - Jerry Douglas
- 1992 Music from Matt Molloy's - Matt Molloy
- 1992 Fire Aflame - Matt Molloy, Sean Keane, Liam O'Flynn
- 1991 Hear My Song Film Big Screen
- 1991 Rude Awakening - Andy Irvine
- 1991 The Rehearsal * - Christy Hennessy
- 1991 Warts and All * - Mick Hanly
- 1991 Barking Mad * - Four Men & A Dog
- 1991 Half-set in Harlem - De Dannan
- 1990 Irish Times - Patrick Street
- 1989 Avalon Sunset - Van Morrison
- 1989 Lead The Knave * - Arty McGlynn & Nollaig Casey
- 1989 Lion In A Cage - Dolores Keane
- 1989 A Chieftains Celebration - The Chieftains
- 1988 Patrick Street II
- 1987 Stony Steps - Matt Molloy
- 1987 Donal Lunny
- 1987 The Celts - Enya
- 1987 Enya
- 1986 Patrick Street
- 1986 We've Come a Long Way - Makem & Clancy
- 1985 Ordinary Man - Christy Moore
- 1985 Contentment is Wealth - Matt Molloy & Sean Keane
- 1984 I Can't go On...But I'll Go - On Van Morrison
- 1984 Reunion Clancy Brothers & Tommy Makem
- 1983 Inarticulate Speech of the Heart - Van Morrison
- 1983 Live at the National Concert Hall - Makem & Clancy
- 1983 Port an Phiobaire - Paddy Keenan
- 1981 Hard Station - Paul Brady
- 1980 McGlynn's Fancy * Arty McGlynn